# Instytut Łączności
Instytut Łączności – Państwowy Instytut Badawczy – instytut utworzony w 1934 przez prof. inż. Janusza Groszkowskiego, obecnie instytut badawczy działający w obszarze telekomunikacji i technologii informacyjnych. Instytut Łączności ma siedzibę w Warszawie oraz oddziały w Gdańsku i we Wrocławiu.

## Historia
Janusz Groszkowski, polski elektronik o światowej sławie, utworzył w 1934 r. instytut badawczy działający w obszarze telekomunikacji – Państwowy Instytut Telekomunikacyjny. W roku 1951 nastąpił podział tego instytutu na Przemysłowy Instytut Telekomunikacji i Instytut Łączności. Ten ostatni uzyskał w 1958 r. nową siedzibę w Warszawie-Miedzeszynie, powstały również jego oddziały we Wrocławiu (1956), Gdańsku (1962), Pułtusku (1973) i w Warszawie na Służewcu (1987). Poza centralą zlokalizowaną w Warszawie Instytut posiada także oddziały w Gdańsku i Wrocławiu.
W swojej historii Instytut miał poważny udział w tworzeniu telewizji w Polsce, zarówno czarno-białej (od 1952), jak i kolorowej. W 1961 roku odbył się tam pierwszy eksperymentalny pokaz telewizji kolorowej. Instytut wniósł również istotny wkład w cyfryzację central i transmisji telefonicznych (od 1972), a w latach 90. XX w. w pionierskie prace dotyczące radiofonii i telewizji cyfrowej w Polsce. W latach 70. XX w. i 80. XX w. Instytut był koordynatorem i głównym wykonawcą problemów węzłowych i centralnych programów badawczo-rozwojowych w dziedzinie telekomunikacji.
Po przemianach roku 1989 Instytut znacznie rozszerzył działalność rynkową. Laboratoria Instytutu świadczyły usługi homologacyjne i do dziś jego akredytowane laboratoria wykonują badania zgodności urządzeń z wymaganiami zasadniczymi oraz wzorcowanie przyrządów.
W latach 2005–2008 Instytut realizował Program Wieloletni „Rozwój telekomunikacji i poczty w dobie społeczeństwa informacyjnego”, którego beneficjentami były ministerstwa, Urząd Komunikacji Elektronicznej oraz inne instytucje administracji państwowej.
W roku 2005 Instytut Łączności (ang. National Institute of Telecommunications) uzyskał status państwowego instytutu badawczego, który nakłada na Instytut szczególne obowiązki w zakresie planowania i realizowania polityki państwa.
W ostatnich latach Instytut przywiązywał dużą wagę do udziału w poważnych krajowych i międzynarodowych programach badawczych, a także zanotował znaczące osiągnięcia w konstruowaniu urządzeń i systemów telekomunikacyjnych.
Ważną rolę w rozwoju Instytutu i jego kadry naukowej odgrywała działająca od 1954 r. Rada Naukowa.

## Aktualna działalność
Instytut Łączności, o przychodzie przekraczającym 24 mln zł i zatrudniający ponad 200 osób, stanowi dziś „centrum wiedzy” w dziedzinie telekomunikacji i technik informacyjnych, prowadząc badania naukowe, prace rozwojowe, wdrożeniowe i eksperymentalne oraz wysoko kwalifikowane usługi techniczne, a jednocześnie szeroko udostępniając zdobytą wiedzę i uzyskane kwalifikacje na potrzeby wsparcia merytorycznego organów administracji, partnerów rynkowych oraz do realizacji projektów technicznych ważnych dla gospodarki i społeczeństwa.
Na początku roku 2013 Instytut był współwykonawcą lub koordynatorem 17 projektów badawczych.
W obszarze działalności Instytutu znajdują się także:
- publikacje, których w roku 2012 powstało blisko 150, oraz uzyskiwanie stopni naukowych,
- organizowanie cyklicznych krajowych i międzynarodowych konferencji naukowych,
- normalizacja krajowa i międzynarodowa,
- kalibrowanie/wzorcowanie wzorców i urządzeń pomiarowych wykonywane w akredytowanych laboratoriach Instytutu,
- programy badania biegłości/porównania międzylaboratoryjne,
- konstruowanie aparatury i systemów,
- działalność wydawnicza: „Telekomunikacja i Techniki Informacyjne” – kwartalnik naukowo-techniczny o zasięgu krajowym, „Journal of Telecommunications and Information Technology” – kwartalnik naukowy o zasięgu europejskim, oraz wydawnictwa książkowe,
- działalność edukacyjna.

Preferowana tematyka badań naukowych Instytutu to:
- przewodowa i bezprzewodowa infrastruktura telekomunikacyjna,
- sieci przyszłości i architektury,
- zarządzanie siecią,
- usługi internetowe,
- optyczne i fotoniczne systemy transmisyjne,
- transmisja radiowa i telewizyjna, w tym radio kognitywne,
- systemy informacyjne, hurtownie danych, zarządzanie wiedzą i wspomaganie decyzji,
- telekomunikacyjne techniki cyfrowe, w tym szerokopasmowy internet i cyfryzacja systemów analogowych,
- zarządzanie widmem częstotliwości i planowanie sieci radiowych,
- kompatybilność elektromagnetyczna,
- nowoczesna energetyka telekomunikacyjna,
- usługi pocztowe i rynek,
- aspekty ekonomiczne i prawne telekomunikacji,
- metrologia i testy laboratoryjne,
- normalizacja.